# Sassoni di Transilvania

In grigio i territori con presenza di comunità tedesche nel 1918: la scritta blu indica i sassoni di Transilvania, quella viola gli svevi del Banato e di Satu Mare

I sassoni di Transilvania, conosciuti dalle popolazioni circostanti anche come sasi, (in tedesco Siebenbürger Sachsen; in ungherese erdélyi szászok; in romeno Sași) costituiscono un gruppo di etnia tedesca originario della Transilvania e costituitosi nel XII secolo.

## Storia
L'etnogenesi di questo gruppo etnico trova origine nella cosiddetta Ostsiedlung, in particolare ai tempi del re d'Ungheria Géza II. Nel XII secolo il principale ruolo dei coloni tedeschi fu quella di difendere i confini sud-orientali del regno d'Ungheria. Lo stabilimento di coloni tedeschi dalla Germania si protrasse per tutto il XIII secolo. Sebbene i colonizzatori provenissero principalmente dalla parte occidentale dal Sacro Romano Impero e generalmente parlassero tedesco centrale occidentale, essi furono conosciuti come sassoni a causa dei tedeschi che lavoravano per la cancelleria ungherese. Per gran parte della loro storia, i sassoni furono in una condizione privilegiata rispetto ai locali siculi magiari.
In seguito alla seconda guerra mondiale i sassoni di Transilvania emigrarono in massa verso la Germania Ovest e la loro emigrazione aumentò drasticamente a partire dagli anni 1980. Nel 1989, in Transilvania c'erano ancora circa 115.000 sassoni transilvani. Di questi, più di 90.000 lasciarono il Paese nel giro di due anni, dal 1990 al 1992. Alla fine degli anni '90, il numero della minoranza tedesca in Transilvania è sceso a meno di 20.000. L'emigrazione si è attenuata solo lentamente negli anni successivi.
Il sassone transilvano più in vista è Klaus Iohannis, presidente della Romania (2014-2025).